# Ігла (зближувально-стикувальна система)

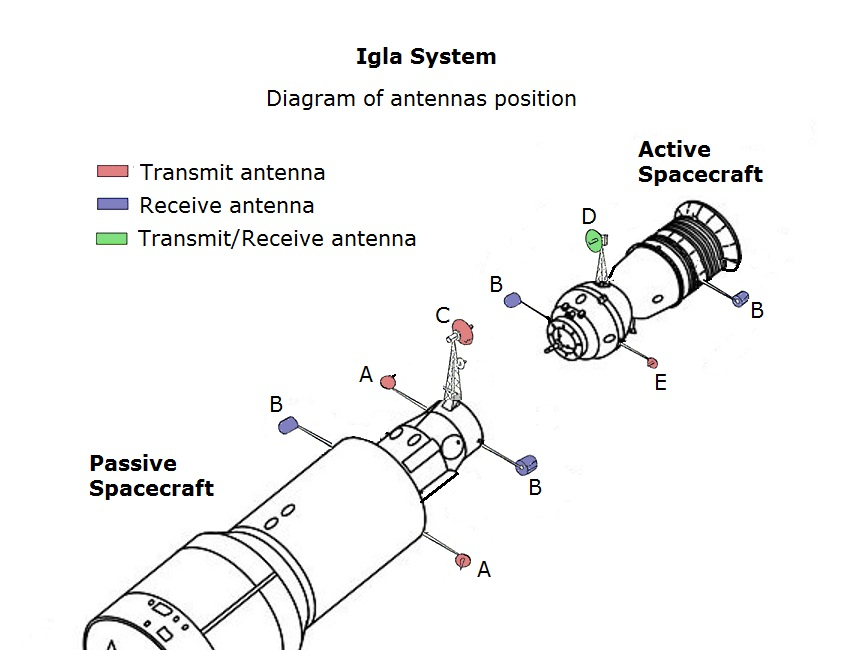
Креслення корабля "Союз" зі стиковкою навігаційної системи "Ігла".

Ігла (рос. Игла, укр Голка) — радянська система зближення і стикування космічних кораблів. Застосовувалася на космічних апаратах (КА) «Союз», ТКС, орбітальна станція «Мир».
Перші прототипи виготовлені в 1965 році. 30 жовтня 1967 року здійснена перша автоматична стиковка з безпілотним КА Союз. З 1986 року «Голка» замінена на систему «Курс».

## Принцип роботи
Наведення і зближення здійснювалося з дальності приблизно 20-30 км, методом паралельного наведення.
Активна версія, «Голка-1», використовує три комплекти антен: оглядовий (пошук другого КА), гіростабілізований (для автосупроводження по відповідачу пасивної «Голки-2»), комплект причальних антен.

## Модифікації
У НДІ ТП під керівництвом головних конструкторів А. С. Моргулева, В. В. Сусленнікова, С. Б. Медведєва були розроблені модифікації системи Голка:
- «Голка 1Г» (11Л929Г);
- «Голка 1Р»;
- «Голка 2-Р»;
- «Голка 2-Р2».

## Аварійні ситуації
У польоті Союз-15 через помилки системи Голка 26 серпня 1974 року не вдалася стикування зі станцією Салют-3. На той момент у системи не було можливості ручного управління.
Салют-5, запущений 22 червня 1976 року, був оснащений поліпшеною радіосистемою і 6 липня Союз-21 справив стикування в ручному режимі.